# Notti selvagge
Notti selvagge (Les nuits fauves) è un film del 1992 scritto, diretto e interpretato da Cyril Collard.

## Trama
Jean, trentenne cineoperatore parigino, scopre d'essere sieropositivo; inizia una relazione con Laura, giovane attrice, alla quale non lo rivela subito, pur avendo con lei rapporti sessuali non protetti. Quando decide di metterla al corrente, Laura dapprima lo rifiuta, ma poi decide di continuare il rapporto. Nel frattempo Jean intreccia una relazione anche con Samy, giovane rugbista d'origine spagnola. La situazione degenera quando Laura, divenuta sempre più possessiva, viene fatta ricoverare in una clinica dalla madre: Jean la rivede diverso tempo dopo, scoprendo che non ha contratto il virus e che ha una nuova relazione. Felice per lei, farà pace con se stesso e la malattia.

## Critica
(Lietta Tornabuoni, La Stampa)

## Riconoscimenti
- Premi César 1993
  - Miglior film
  - Migliore opera prima
  - Migliore promessa femminile (Romane Bohringer)
  - Miglior montaggio